# Carlota Bonaparte
Carlota Napoleona Bonaparte (em francês:  Charlotte-Napoléone Bonaparte, Mortefontaine, 31 de outubro de 1802 — Sarzana, Itália, 2 de março de 1839) era filha de José Bonaparte e Júlia Clary.

## Casamento
Carlota casou-se com o seu primo, Luís II da Holanda, o segundo filho de Luís I da Holanda e Hortênsia de Beauharnais. Luís morreu em 1831.

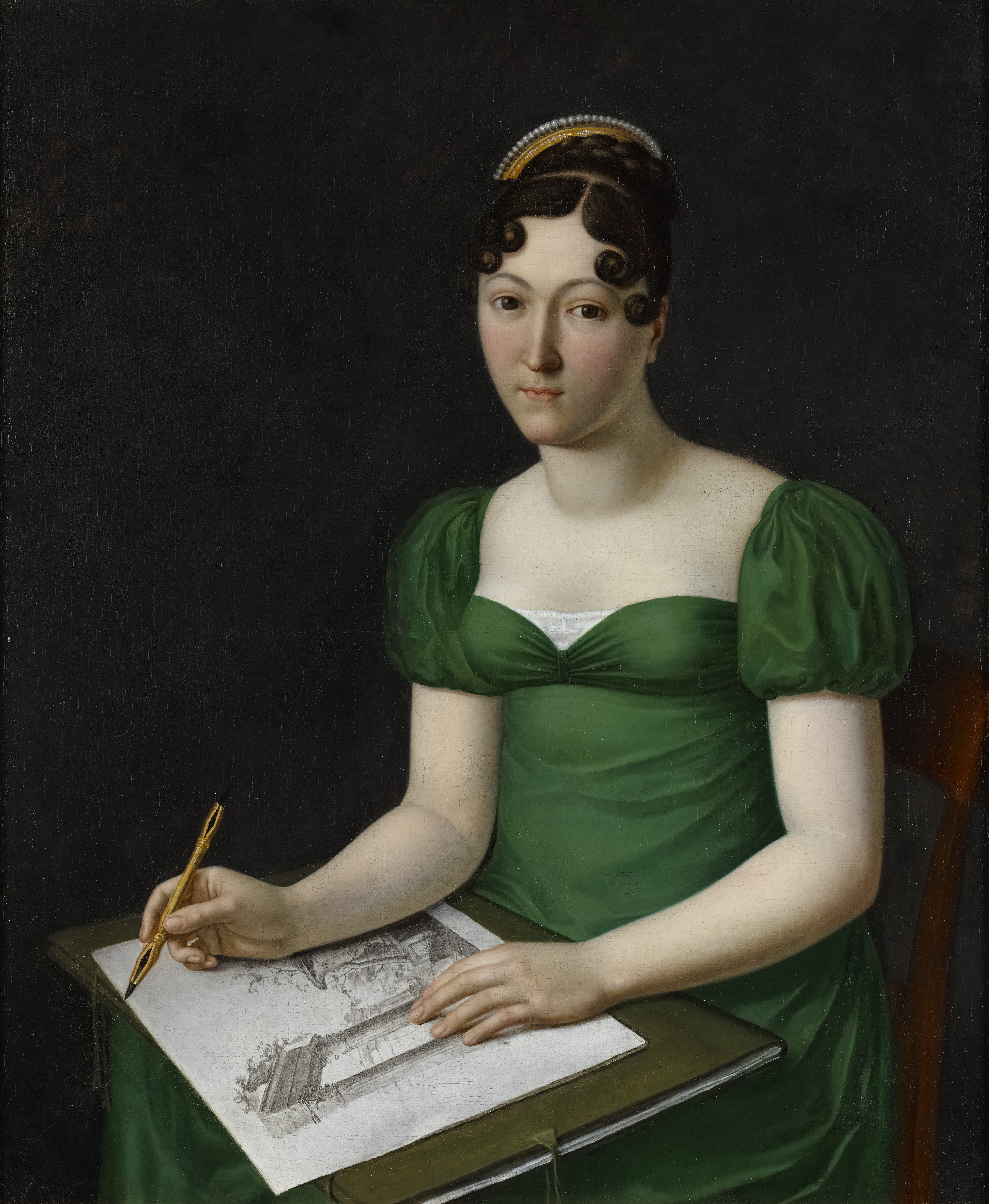
Carlota Bonaparte

## Morte
Carlota morreu em 1839, enquanto dava à luz seu único filho, cujo pai era Léon Potocki, um conde de uma família nobre da Polônia. Está sepultada na Basílica de Santa Cruz.

## Genealogia
| Carlota Bonaparte | Pai: José Bonaparte | Avô paterno: Carlos Maria Bonaparte | Bisavô paterno: Giuseppe Maria Buonaparte  |
| Carlota Bonaparte | Pai: José Bonaparte | Avô paterno: Carlos Maria Bonaparte | Bisavó paterna: Maria Saveria Paravicini   |
| Carlota Bonaparte | Pai: José Bonaparte | Avó paterna: Maria Letícia Ramolino | Bisavô paterno: Giovanni Geronimo Ramolino |
| Carlota Bonaparte | Pai: José Bonaparte | Avó paterna: Maria Letícia Ramolino | Bisavó paterna: Angela Maria Pietrasanta   |
| Carlota Bonaparte | Mãe: Júlia Clary    | Avô materno: François Clary         | Bisavô materno: Joseph Clary               |
| Carlota Bonaparte | Mãe: Júlia Clary    | Avô materno: François Clary         | Bisavó materna: Françoise Agnès Ammoric    |
| Carlota Bonaparte | Mãe: Júlia Clary    | Avó materna: Françoise Rose Somis   | Bisavô materno: Joseph Ignace Somis        |
| Carlota Bonaparte | Mãe: Júlia Clary    | Avó materna: Françoise Rose Somis   | Bisavó materna: Catherine Rose Soucheiron  |